# Örby socken
Örby socken i Västergötland ingick i Marks härad, ingår sedan 1971 i Marks kommun och motsvarar från 2016 Örby-Skene distrikt.
Socknens areal är 93,15 kvadratkilometer varav 86,88 land. År 2000 fanns här 9 172 invånare.  En del av tätorten Kinna med de ingående orterna Skene och Örby med sockenkyrkan Örby kyrka ligger i socknen.   

## Administrativ historik
Socknen har medeltida ursprung. 1570 införlivades Svenasjö socken.
Vid kommunreformen 1862 övergick socknens ansvar för de kyrkliga frågorna till Örby församling och för de borgerliga frågorna bildades Örby landskommun. Ur landskommunen utbröts 1951 Skene köping. Landskommunen uppgick 1971 i Marks kommun. Församlingen namnändrades 1 juli 1997 till Örby-Skene församling.
1 januari 2016 inrättades distriktet Örby-Skene, med samma omfattning som församlingen hade 1999/2000.  
Socknen har tillhört län, fögderier, tingslag och domsagor enligt vad som beskrivs i artikeln Marks härad. De indelta soldaterna tillhörde Älvsborgs regemente, Vedens kompani och Västgöta regemente, Elfsborgs kompani.

## Geografi
Örby socken ligger söder om Borås kring norra delen av Östra Örsjön och kring Viskan och. Socknen har odlingsbygd i ådalarna och sjön vilka omges av skogsbygd.

## Fornlämningar
Flera boplatser och fem hällkistor från stenåldern är funna. Från bronsåldern finns cirka 50 gravrösen. från järnåldern finns fem gravfält, domarringar och resta stenar

## Namnet
Namnet skrevs 1285 Örbyh och kommer från kyrkbyn. Namnet innehåller ör, 'grus(bank)' och by, 'gård; by'. Det uttalas traditionellt med kort ö-ljud: [örrby].